# Дворац Пелеш
Дворац Пелеш (рум. Castelul Peleș) неоренесансни је дворац и један од најлепших и најпознатијих у Румунији. 

## Историја
Изградњу дворца је наручио краљ Карол I Румунски, званично је грађен од 1873. до 1914. године. Један од главних архитеката био је Карол Бенеш. Дворац је изграђен од дрвета, камена, цигле и мрамора, у њему се налази више од 160 соба. Иако је већином изграђен у стилу ренесансе, на њему се налазе и бројни елементи који припадају готици и бароку. Дворац је окружен са седам тераса које су богато украшене разним киповима, каменим и украсним вазама.
Првобитно је замишљен као Каролова летња резиденција, дворац је неко време био и службени краљевски двор, и као такав је остао све док краљ Михај Румунски, под притиском комуниста који су преузели власт у држави није одустао од својих титула, тада је Пелеш званично затворен (1948). Дворац је проглашен музејом 1953. године, Михај Румунски је поново вратио титулу 2011. и двор је поново враћен у његово власништво.
Дворац Пелеш је и даље остао музеј који посети велики број туриста током године. Слика дворца се појављује на новчаници од 500 румунских леја.